# SAT en Hispanio
Izquierda y Esperanto - SAT en España (en esperanto: Maldekstro kaj Esperanto - SAT en Hispanio) o SATeH es una asociación esperantista de trabajadores (Laborista Esperanto-Asocio o LEA) que se encuentra dentro de la izquierda y del progresismo en España. Está unida a la Sennacieca Asocio Tutmonda (Asociación Anacionalista Mundial, SAT).
Se fundó en 2002, después del congreso de SAT en Alicante, reagrupando a esperantistas de diversas tendencias políticas: anarcosocialistas, comunistas, socialistas, republicanos y más, generalmente de izquierdas, provenientes de todas las regiones de España.
Su meta principal es difundir el esperanto.
A finales de julio de 2013 organizó en Madrid el 86.º congreso de SAT.